# Dana Plato
Dana Michelle Plato, född 7 november 1964 i Maywood, Los Angeles County, Kalifornien, död 8 maj 1999 i Moore, Oklahoma, var en amerikansk skådespelerska. Hon är mest känd för sin roll som Kimberly Drummond i TV-serien Diff'rent Strokes. VH1 inkluderade henne i en lista på de 100 bästa barnskådespelarna.

## Karriär
Platos genombrottsfilm var den Oscar-vinnande filmen California Suite från 1978, där hon spelade rollen som Jenny Warren. Hon fick ett brett erkännande för att ha spelat huvudrollen som Kimberly Drummond, dottern till investeraren Phillip Drummond och äldre syster till adopterade bröderna Arnold och Willis Jackson, i TV-serien Diff'rent Strokes.
Efter Diff'rent Strokes arbetade Plato sporadiskt i independentfilmer och B-filmer, och medverkade även i skräckspelet Night Trap (1992) som Kelli Medd, och var en av de första kändisarna som dök upp i ett TV-spel.

## Privatliv
Plato gifte sig med gitarristen Lanny Lambert 1984, med vilken hon fick sonen Tyler. Plato och Lambert skilde sig 1990, och Plato gifte om sig med skådespelaren och producenten Scott Atkins 1996, vilket varade en månad. Plato kämpade även med missbruk av receptbelagda läkemedel..

### Död
Den 8 maj 1999 avled Plato av en överdos av receptbelagda läkemedel, vilket senare bedömdes som ett självmord. Hon blev 34 år gammal. Den 6 maj 2010 begick hennes son Tyler självmord genom att skjuta sig med hagelgevär i huvudet. Han blev 25 år gammal.